# Salmo stomachicus
Salmo stomachicus (англ. Gillaroo) — вид лососевих риб роду Лосось (Salmo). Є ендеміком озера Лох-Мелвін у Північній Ірландії.

## Опис
Вид досягає довжини до 36 сантиметрів. Тіло і плавці від золотисто-коричневого до жовтого кольору з численними чорними плямами.